# まるか食品 (広島県)
まるか食品株式会社（まるかしょくひん）は広島県尾道市に所在する、海産珍味とスナック類の製造・販売を行っている会社である。社名は創業者の姓の川原（かわはら）の「か」に「まる（丸）」をつけたものである。
なお、群馬県伊勢崎市に本社があり、「ペヤングソースやきそば」を主力商品とするまるか食品は同名の別会社であり、資本関係などはまったくない。

## 沿革
- 1961年（昭和36年）3月 - 個人創業。
- 1969年（昭和44年）6月 - まるか食品株式会社設立。
- 2021年（令和3年）10月 - コンビニエンスストアチェーンのポプラから、子会社で珍味製造を担う大黒屋食品の株式を譲受し子会社化[4]。